# Tar
 Ovo je glavno značenje pojma Tar. Za druga značenja pogledajte Tar (razdvojba).
Tar je naselje u Republici Hrvatskoj, u sastavu Općine Tar-Vabriga, Istarska županija. Nalazi se 8 km sjeveroistočno od Poreča. Smješten je na uzvisini gradinskoga karaktera, iznad mora (Tarska vala), kraj županijske ceste Poreč–Novigrad.

## Stanovništvo
Prema popisu stanovništva iz 2001. godine, naselje je imalo 886 stanovnika te 321 obiteljskih kućanstava. Stanovnici se bave poljodjelstvom (vinova loza, masline, žitarice), stočarstvom (goveda, svinje), ribarstvom (Tarska draga), ali rade i u turizmu, s obzirom na blizinu hotela i kampova u Vabrigi. Južni dio današnjeg Tara je Frata, nekad odvojeno naselje, koje se spojilo s Tarom.
| broj stanovnika | 604   | 666   | 756   | 887   | 1119  | 1328  | 1278  | 1681  | 1159  | 999   | 850   | 748   | 769   | 830   | 886   | 1088  | 1144  |
|                 | 1857. | 1869. | 1880. | 1890. | 1900. | 1910. | 1921. | 1931. | 1948. | 1953. | 1961. | 1971. | 1981. | 1991. | 2001. | 2011. | 2021. |

## Povijest
U prapovijesti ilirska gradina, u rimsko doba područje je bilo naseljeno. Prvi se put spominje 983. u darovnici cara Otona porečkom biskupu kao Turris, jer se radilo o obrambenoj kuli kao središtu feuda. Nalazio se na položaju koji se i danas naziva Stari Tar (tal. Torre Vecchia), a od 12. stoljeća spominje se Novi Tar (tal. Torre Nuova ili Villa), tj. današnje naselje. Stari Tar napušten je u 14. stoljeću, vjerojatno zbog malarije i kuge, a Novi Tar nastavio je živjeti kao Tar. Do 1508. pripadao je Pazinskoj knežiji, a otada Mletačkoj Republici kao dio novigradske općine.
Nakon ratnih zbivanja i epidemija koje su ga demografski opustošile, 1576. godine se naseljavaju prvi doseljenici (nekoliko obitelji iz Biograda). Taj se proces dogodio u sklopu organizirane kolonizacije koju je mletačka vlast provodila s izbjeglicama iz područja pod njezinom vlašću koja su bila zahvaćena ratom s Osmanskim carstvom. Doseljenicima je dodjeljivana neobrađena zemlja u okolici, što je dovodilo do širenja naselja. Svojim dolaskom doseljenici (u dokumentima često navedeni kao Morlaci) su utjecali na promjenu u strukturi poljodjelstva na način da stočarstvo postaje jednako zastupljeno kao i zemljoradnja. Žitelji Tara krajem 14. stoljeća imaju organiziranu lokalnu vlast na čelu sa županom (knezom) Stipom Radojkovićem koji je imao i sudbene ovlasti u manjim sporovima. U tužbi mještana Tara protiv kradljivaca, spominje se 1611. godine župan Marko Radojković. Broj stanovnika u više se navrata sljedećih desetljeća povećavao doseljavanjem novih izbjeglica.  Nakon 1622. godine nastupio je novi val naseljavanja Poreštine kolonistima pretežno iz Dalmacije, Crne Gore, Bosne, Albanije te Furlanije, Trevisa i grčke Krete. Godine 1633. u južni dio Tara (Frata ili Preseka) nastanjuju se doseljenici iz Herceg Novog (Crna Gora).
Zahvaljujući plodnoj okolici i dobroj prometnoj povezanosti preko luke u Tarskoj vali, Tar je u 18. i 19. stoljeću napredovao izvozom ulja i vina. Župna crkva sv. Martina sagrađena je 1800. na mjestu srednjovjekovne crkve iz 14. stoljeća kao spomen na boravak pape Pija VII. u Tarskoj vali (1800.). U njoj je oltarna slika Blažene Djevice Marije od Karmela (autor Z. Ventura). Grobljanska crkva sv. Petra ima gotički luk na vratima s natpisom 1451.

## Šport
- Tar je mjesto održavanja jedne etape Rallyja Poreč.[6]
- Motodrom[7]

## Vanjske poveznice
- Službene stranice turističke zajednice Općine Tar-Vabriga